# Магдебуршко право
Магдебуршко право  је означавало тип градског права које је полазило од градског права Магдебурга које је имало значајни утицај на градска права у североисточној Немачкој, Шлезији, Пољској у североисточној Чешкој и Моравској, Литванији, Белорусији, Угарској и Украјини. Од 13.  до 17. века био је у градовима Магдебуршког округа највиши ауторитет мегдебуршки суд. Јединственост градских права у овом региону се односила на слободне краљевске градове исто као и на поданичке градове без разлике.